# Say It Right
"Say It Right" là một bài hát của nghệ sĩ thu âm người Canada Nelly Furtado nằm trong album phòng thu thứ ba của cô, Loose (2006). Nó được phát hành vào ngày 31 tháng 10 năm 2006 như là đĩa đơn thứ ba trích từ album ở Bắc Mỹ, thứ tư ở châu Âu và thứ năm ở Mỹ Latinh bởi Geffen Records và Mosley Music Group. Bài hát được đồng viết lời bởi Furtado với những nhà sản xuất nó Timbaland, Danja, những người cũng tham gia công đoạn sản xuất cho hầu hết những tác phẩm từ Loose, bên cạnh sự tham gia đồng sản xuất từ Jim Beanz. Được lấy cảm hứng từ bài hát năm 1983 của The Eurythmics "Here Comes the Rain Again", "Say It Right" là một bản pop và R&B mang nội dung đề cập đến một người đàn ông và một người phụ nữ có tình cảm với nhau ngay từ lần gặp đầu tiên, và cô muốn biết rằng liệu anh có thể nói những điều đúng đắn để bắt đầu xây dựng mối quan hệ với cô hay không, trong đó lồng ghép những trải nghiệm liên quan đến huyền bí hoặc siêu việt.
Sau khi phát hành, "Say It Right" nhận được những phản ứng tích cực từ các nhà phê bình âm nhạc, trong đó họ đánh giá cao giai điệu hấp dẫn, đoạn hook bắt tai và quá trình sản xuất nó, đồng thời gọi đây là một trong những điểm sáng nổi bật nhất từ Loose. Ngoài ra, bài hát còn gặt hái nhiều giải thưởng và để cử tại những lễ trao giải lớn, bao gồm một đề cử giải Grammy cho Trình diễn giọng pop nữ xuất sắc nhất tại lễ trao giải thường niên lần thứ 50. "Say It Right" cũng tiếp nhận những thành công vượt trội về mặt thương mại, đứng đầu các bảng xếp hạng ở Pháp, Hungary, New Zealand, Ba Lan, Tây Ban Nha và Thụy Sĩ, đồng thời lọt vào top 10 ở hầu hết những quốc gia bài hát xuất hiện, bao gồm vươn đến top 5 ở những thị trường lớn như Úc, Áo, Canada, Đức, Ý, Hà Lan và Na Uy. Tại Hoa Kỳ, nó đạt vị trí số một trên bảng xếp hạng Billboard Hot 100 trong một tuần, trở thành đĩa đơn quán quân thứ hai trong sự nghiệp của Furtado tại đây.
Video ca nhạc cho "Say It Right" được đạo diễn bởi Rankin & Chris, trong đó bao gồm những cảnh Furtado hát trong nhiều trang phục khác nhau và ở nhiều địa điểm khác nhau. Nó đã liên tục nhận được nhiều lượt yêu cầu phát sóng trên những kênh truyền hình âm nhạc như MTV và VH1, và cùng với những video cho những đĩa đơn khác từ Loose giúp nữ ca sĩ nhận được một đề cử tại giải Video âm nhạc của MTV năm 2007 ở hạng mục Nữ nghệ sĩ của năm. Để quảng bá bài hát, Furtado đã trình diễn "Say It Right" trên nhiều chương trình truyền hình và lễ trao giải lớn, bao gồm The Ellen DeGeneres Show, Today, Wetten, dass..?, giải thưởng Âm nhạc Mỹ năm 2006 và giải Juno năm 2007 cũng như trong nhiều chuyến lưu diễn của cô. Kể từ khi phát hành, nó đã được hát lại và sử dụng làm nhạc mẫu bởi nhiều nghệ sĩ, như Bloc Party, Civil War, Mia Rose và Marié Digby. Một phiên bản phối lại bằng tiếng Tây Ban Nha của bài hát với sự tham gia góp giọng của Jayko, cũng được phát hành.

## Danh sách bài hát
- Đĩa CD tại châu Âu[1]

1. "Say It Right" (radio chỉnh sửa) — 3:34
2. "What I Wanted" — 3:53

- Đĩa CD maxi tại châu Âu[2]

1. "Say It Right" (radio chỉnh sửa) — 3:34
2. "What I Wanted" — 3:53
3. "Say It Right" (Peter Rauhofer phối lại phần 1) — 8:33
4. "Say It Right" (video ca nhạc) — 3:56

## Xếp hạng
| Bảng xếp hạng (2006-07)                   | Vị trí cao nhất |
| ----------------------------------------- | --------------- |
| Úc (ARIA)                                 | 2               |
| Áo (Ö3 Austria Top 40)                    | 2               |
| Bỉ (Ultratop 50 Flanders)                 | 5               |
| Bỉ (Ultratop 50 Wallonia)                 | 7               |
| Brazil (ABPD)                             | 3               |
| Canada (Canadian Hot 100)                 | 5               |
| Cộng hòa Séc (Rádio Top 100)              | 1               |
| Đan Mạch (Tracklisten)                    | 3               |
| Châu Âu (European Hot 100 Singles)        | 3               |
| Phần Lan (Suomen virallinen lista)        | 15              |
| Pháp (SNEP)                               | 1               |
| Đức (Official German Charts)              | 2               |
| Hungary (Rádiós Top 40)                   | 1               |
| Hungary (Dance Top 40)                    | 3               |
| Ireland (IRMA)                            | 12              |
| Ý (FIMI)                                  | 3               |
| Hà Lan (Dutch Top 40)                     | 2               |
| Hà Lan (Single Top 100)                   | 2               |
| New Zealand (Recorded Music NZ)           | 1               |
| Na Uy (VG-lista)                          | 2               |
| Ba Lan (Polish Airplay Top 20)            | 1               |
| Rumani (Romanian Top 100)                 | 1               |
| Slovakia (Rádio Top 100)                  | 1               |
| Tây Ban Nha (PROMUSICAE)                  | 1               |
| Thụy Điển (Sverigetopplistan)             | 11              |
| Thụy Sĩ (Schweizer Hitparade)             | 1               |
| Anh Quốc (OCC)                            | 10              |
| Hoa Kỳ Billboard Hot 100                  | 1               |
| Hoa Kỳ Adult Contemporary (Billboard)     | 19              |
| Hoa Kỳ Adult Pop Airplay (Billboard)      | 2               |
| Hoa Kỳ Dance Club Songs (Billboard)       | 1               |
| Hoa Kỳ Dance/Mix Show Airplay (Billboard) | 1               |
| Hoa Kỳ Pop Airplay (Billboard)            | 1               |
| Hoa Kỳ Rhythmic (Billboard)               | 7               |

| Bảng xếp hạng (2007)                  | Vị trí |
| ------------------------------------- | ------ |
| Australia (ARIA)                      | 25     |
| Australia Urban (ARIA)                | 13     |
| Austria (Ö3 Austria Top 40)           | 6      |
| Belgium (Ultratop 50 Flanders)        | 17     |
| Belgium (Ultratop 40 Wallonia)        | 28     |
| Denmark (Tracklisten)                 | 2      |
| Europe (European Hot 100 Singles)     | 4      |
| Finland (Suomen virallinen lista)     | 9      |
| France (SNEP)                         | 24     |
| Germany (Official German Charts)      | 3      |
| Hungary (Rádiós Top 40)               | 2      |
| Hungary (Dance Top 40)                | 10     |
| Italy (FIMI)                          | 30     |
| Netherlands (Dutch Top 40)            | 4      |
| Netherlands (Single Top 100)          | 12     |
| New Zealand (Recorded Music NZ)       | 22     |
| Romania (Romanian Top 100)            | 1      |
| Sweden (Sverigetopplistan)            | 36     |
| Switzerland (Schweizer Hitparade)     | 3      |
| UK Singles (Official Charts Company)  | 29     |
| US Billboard Hot 100                  | 9      |
| US Adult Top 40 (Billboard)           | 9      |
| US Hot Dance Club Songs (Billboard)   | 3      |
| US Dance/Mix Show Airplay (Billboard) | 3      |
| US Pop Songs (Billboard)              | 5      |
| US Rhythmic (Billboard)               | 36     |
| Bảng xếp hạng (2008)                  | Vị trí |
| Spain (PROMUSICAE)                    | 7      |

| Bảng xếp hạng (2000-09)          | Vị trí |
| -------------------------------- | ------ |
| Austria (Ö3 Austria Top 40)      | 43     |
| Germany (Official German Charts) | 32     |
| Netherlands (Dutch Top 40)       | 44     |
| US Pop Songs (Billboard)         | 19     |

## Chứng nhận
| Quốc gia | Chứng nhận  | Số đơn vị/doanh số chứng nhận |
| --- | ----------- | ----------------------------- |
| Úc (ARIA) | Bạch kim    | 70.000^                       |
| Bỉ (BEA) | Vàng        | 25.000*                       |
| Đan Mạch (IFPI Đan Mạch) | Bạch kim    | 8.000^                        |
| Phần Lan (Musiikkituottajat) | —           | 4,580                         |
| Pháp (SNEP) | —           | 69,900                        |
| Đức (BVMI) | Bạch kim    | 500.000^                      |
| New Zealand (RMNZ) | Bạch kim    | 15.000*                       |
| Na Uy (IFPI) | Bạch kim    | 10.000*                       |
| Tây Ban Nha (PROMUSICAE) | 3× Bạch kim | 60.000^                       |
| Thụy Điển (GLF) | Vàng        | 10.000^                       |
| Thụy Sĩ (IFPI) | Vàng        | 15.000^                       |
| Anh Quốc (BPI) | Vàng        | 400.000‡                      |
| Hoa Kỳ (RIAA) | Bạch kim    | 2,345,000                     |
| * Chứng nhận dựa theo doanh số tiêu thụ. ^ Chứng nhận dựa theo doanh số nhập hàng. ‡ Chứng nhận dựa theo doanh số tiêu thụ và phát trực tuyến. |             |                               |